# Ian Hamilton Finlay
Ian Hamilton Finlay (Nassau, 28 ottobre 1925 – Edimburgo, 27 marzo 2006) è stato un poeta, scrittore e architetto del paesaggio scozzese.

## Sculture e giardini

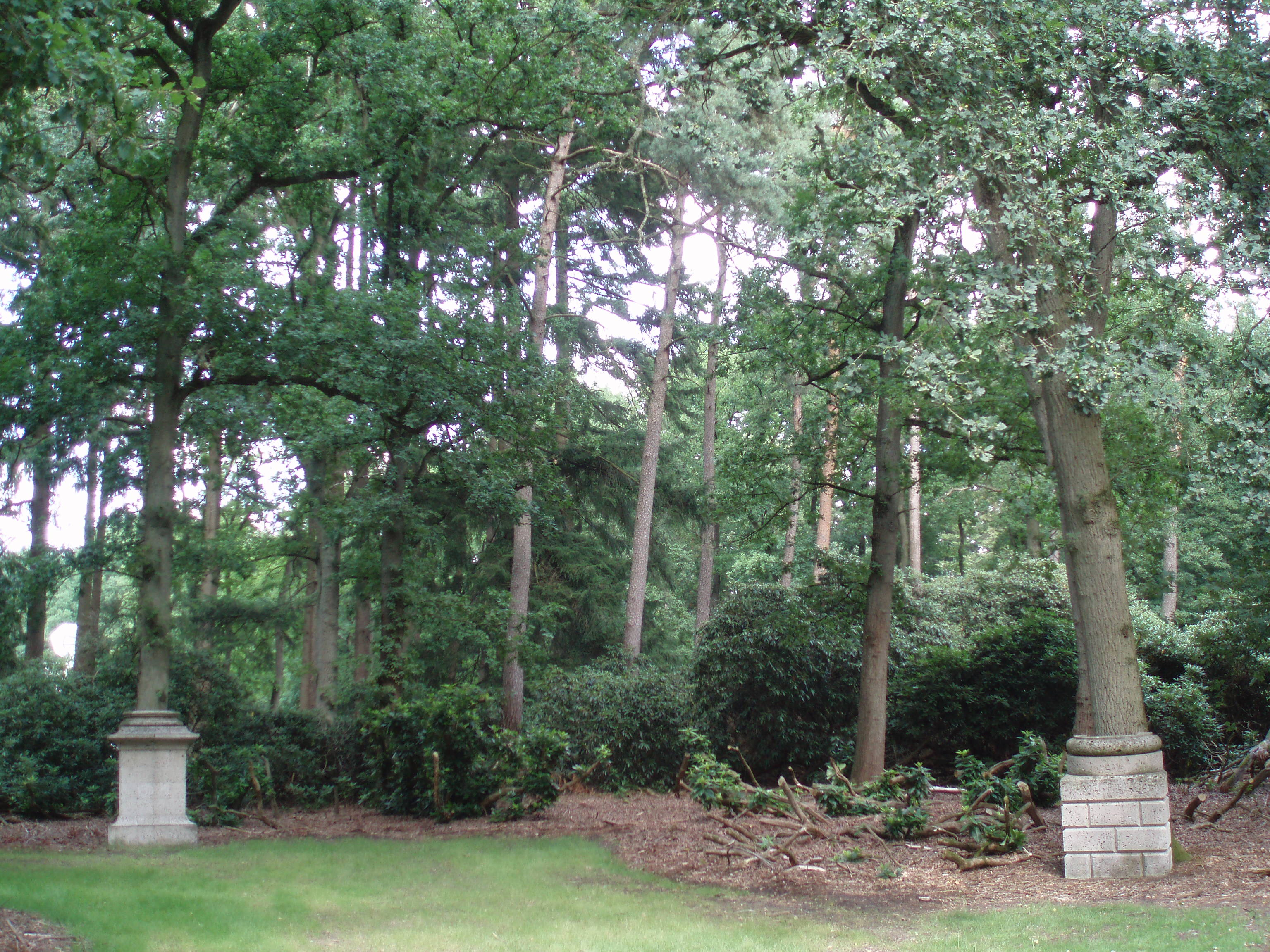
Five Columns di Finlay al Kröller-Müller Museum

Lista di alcune delle sculture e giardini di Finlay.
- Little Sparta, Dunsyre, Lanarkshire, Scozia, 1966-
- Canterbury sundial, Canterbury, Inghilterra, University of Kent, vicino Rutherford College, 1972
- UNDA wall, Schiff, Windflower, Stoccarda, Germania, Max Planck Institute, 1975-
- anteboreum, Yorkshire, Inghilterra, giardino privato
- sundial, Liegi, Belgio, University of Liège, 1976
- sundial, Bonn, Germania, Ambasciata inglese, 1979
- Five Columns for the Kröller-Müller, secondo titolo: A Fifth Column for the Kröller-Müller, third title: Corot – Saint-Just, tree-column bases named LYCURGUS, ROUSSEAU, ROBESPIERRE, MICHELET, COROT, Otterlo, Paesi Bassi, Museo Kröller-Müller, 1982
- A basket of lemons, a plough of the Roman sort, two oval plaques, Fattoria di Celle-Collezione Gori, Pistoia, Italia, 1984.
- Vienna, Austria, Schweizergarten, 1985
- Brittany, Francia, Domain de Kerguehennec, 1986
- Eindhoven, Paesi Bassi, Van Abbemuseum, 1986
- A Remembrance of Annette, con Nicholas Sloan, Münster, Germania, Uberwasser Cemetery, 1987
- UNDA Archiviato il 15 maggio 2008 in Internet Archive., con Sue Finlay e Nicholas Sloan, San Diego (California), USA, Collezione Stuart, 1987
- Furka Pass, Svizzera, 1987
- Strasburgo, Francia, Musée d'Art Moderne or Musée des Beaux-Arts, 1988
- Grove of Silence, Vincennes, con Sue Finlay e Nicholas Sloan, Forest of Dean, Inghilterra, 1988
- Frechen-Bahem, Germania, Haus Bitz, 1988
- Preston, Inghilterra, Harris Museum and Art Gallery, 1989
- Colonia, Germania, Ungers Private Library, 1990
- bridge columns, Broomielaw, Glasgow, Scozia, 1990
- Ovid wall, Aphrodite herm, tree-plaque, capital, insieme a Nicholas Sloan, Luton, Inghilterra, Stockwood Park, 1991
- tree-plaque, Hennef, Germania, giardino privato, 1991
- Lubecca, Germania, Overbeck-Gesellschaft, 1991
- Karlsruhe, Germania, Baden State Library, 1991
- Dudley, Inghilterra, The Leasowes, 1992
- Six Milestones, L'Aia-Zoetermeer, Paesi Bassi, 1992
- Parigi, Francia, giardino privato, 1993
- Francoforte sul Meno, Germania, Schröder Münchmeyer Hengst & Co, 1994
- stone bench, stone plinth, three plaques. pergola, tree-plaque, others, Grevenbroich, Germania, Schlosspark, 1995
- Foxgloves, insieme a Peter Coates, Durham, UK, Botanical Gardens, 1996
- Shell Research Centre Thornton grounds, Finlay and Pia Simig with or for Latz+Partner, Chester, UK, 1997-
- paving, eight benches, tree plaque, Insieme a Peter Coates, Serpentine Gallery, Kensington Gardens, Londra, UK, 1997
- Fleur de l'Air, Insieme a Pia Simig, Peter Coates, Volkmar Herre, Harry Gilonis, John Dixon Hunt, Wild Hawthorn Press, Provenza, Francia, 1997-2003
- Et In Arcadia Ego, insieme a Peter Coates for Stroom, L'Aia, Paesi Bassi, 1998
- The Present Order, insieme a Peter Coates, for Barcelona City Council, supported by The British Council, Barcellona, Spagna, Park Güell, 1999
- with Peter Coates, Amburgo, Germania, 1999
- benches, insieme a Peter Coates, Erfurt, Germania, Erfurt Federal Labour Court, 1999
- Cythera, insieme a Peter Coates, Lanarkshire, Scozia, Hamilton Palace grounds, 2000
- Six Definitions[collegamento interrotto], Dean Gallery grounds, Edimburgo, Scozia, National Galleries of Scotland, 2001
- Ripple insieme a Peter Coates, Lussemburgo, Casino Luxembourg, 2001 or 2002
- insieme a Peter Coates, Neanderthal, Germania, 2002
- insieme a Peter Coates, Carrara, Italia, Carrara Biennale Internazionale, 2002
- Basilea, Svizzera, insieme a Peter Coates, 2003
- insieme a Peter Coates, San Gallo, Svizzera, residenza privata, 2004
- seven Idylls, Dean Gallery allotments, Edimburgo, Scozia, Dean Gallery Allotments Association, 2005
- L'Idylle des Cerises insieme a Pia Maria Simig (insieme a Peter Coates), Ingleby Gallery, Edimburgo, Scotland, preparatory drawings and sculpture, 2005-